# Donatiello I
Donatiello I, nota anche con la sigla Do I, è una galassia nana sferoidale sita nella costellazione di Andromeda a circa 1 grado dalla stella Mirach. La galassia è stata scoperta dall'astrofilo italiano Giuseppe Donatiello nel corso di ricerche autonome.

## Storia delle osservazioni
La scoperta avvenne il 23 settembre 2016 utilizzando un telescopio rifrattore da 127 mm con fotocamera CCD nella zona di cielo circostante la Galassia di Andromeda.
Successivamente, le osservazioni compiute con il Telescopio Nazionale Galileo e con il Gran Telescopio Canarias hanno permesso di stabilire che l'oggetto si trova a circa 3,3 Mpc, ossia circa 10,7 milioni di anni luce, dalla Terra.
Per via della vicinanza prospettica e della distanza stimata simile a quella di NGC 404, nota anche come "Mirach's Ghost" (in italiano il Fantasma di Mirach), si ritiene che Donatiello I sia una sua compagna da cui disterebbe circa 211.000 anni luce (65 kpc). Per tale ragione gli scopritori hanno pensato di soprannominare la galassia nana come "Mirach's Goblin". (in italiano il Folletto di Mirach)
Sebbene questa sia l'ipotesi più probabile, tuttavia la distanza di Donatiello I non è ancora determinata con precisione e potrebbe essere più vicina. Secondo gli studiosi, Do I è una galassia nana sferoidale situata appena oltre il Gruppo Locale,  ad una distanza stimata tra 2,5 e 3,5 megaparsec dalla Terra, vale a dire tra 8,1 e 11,4 milioni di anni luce. La sua luminosità è circa 200.000 volte maggiore del Sole, con una magnitudine assoluta di circa -8.3.  Il suo raggio effettivo è approssimativamente stimato in 442 parsec, mentre la sua ellitticità è intorno a 0,69.  Donatiello I è una delle galassie sferoidali nane più isolate nei dintorni del Gruppo Locale.
Come altre galassie nane sferoidali simili che orbitano attorno alla Via Lattea e alla galassia di Andromeda, Donatiello I è popolata da stelle molto vecchie povere di metalli, sembra priva di gas idrogeno ionizzato e non manifesta alcuna formazione stellare attiva. Il suo diametro apparente è di circa 57 secondi d'arco,  mentre la sua luminosità superficiale è di circa 26,5 magnitudini per arco quadrato.